# Boucles de l'Aulne 2007
La Boucles de l'Aulne 2007, sessantottesima edizione della corsa e valida come evento dell'UCI Europe Tour 2007 categoria 1.1, si svolse il 3 giugno 2007 su un percorso totale di 164,1 km.. Fu vinta dal francese Romain Feillu che giunse al traguardo con il tempo di 4h01'31", alla media di 40,767 km/h.
Al traguardo 50 ciclisti portarono a termine il percorso.

## Ordine d'arrivo (Top 10)
| Pos. | Corridore         | Squadra         | Tempo    |
| ---- | ----------------- | --------------- | -------- |
| 1    | Romain Feillu     | Agritubel       | 4h01'31" |
| 2    | Saïd Haddou       | Bouygues Tél.   | s.t.     |
| 3    | Leonardo Duque    | Cofidis         | s.t.     |
| 4    | Sébastien Hinault | Crédit Agricole | s.t.     |
| 5    | Jaŭhen Hutarovič  | Roubaix         | s.t.     |
| 6    | Mathieu Claude    | Bouygues Tél.   | s.t.     |
| 7    | Stéphane Poulhiès | AG2R Prév.      | s.t.     |
| 8    | Cédric Coutouly   | Agritubel       | s.t.     |
| 9    | Simon Gerrans     | AG2R Prév.      | s.t.     |
| 10   | Philippe Gilbert  | F. des Jeux     | s.t.     |